# Vallée d'Ajdar
 (juin 2021).
La vallée d'Ajdar est une vallée située en Afghanistan, non loin de Bamiyan, sur le piémont nord du Koh-e Baba.

## Situation géographique
Située dans la province de Samangan, vers le nord-est du pays. Cette vallée s'ouvre à 2 550 m d'altitude sur les flancs du Koh-e Baba, à 5 km de Bamiyan.

## Géologie
C'est une vallée stérile taillée dans des couches sédimentaires de molasse ravinées et souvent érodées en cheminées des fées. Par place, il existe des accumulations de limon amassé par le vent. 
Cette vallée est obstruée par un barrage naturel formé de travertins, long de 250 m et d'une hauteur de 80 m environ et large d'une dizaine de mètres.
Cette barre s'est formée sur un replat calcaire d'une cinquantaine de mètres de haut; les travertins ont exhaussé l'ensemble de 25 à 30 m. 
Le barrage naturel présente une fente de croissance longitudinale de 15 à 40 cm de large, au fond de laquelle on peut entendre une circulation d'eau profonde. Une partie de ces eaux profondes jaillit au nord du barrage sous forme de griffons (sources hydrothermales jaillissantes) qui sont responsables de la formation de pinacles hydrothermaux hauts parfois de 2 m.
Les eaux froides (10 °C) souterraines, en remontant à la surface, voient leur pression diminuer ce qui provoque une précipitation de carbonate de calcium. Au pied du barrage, des vasques de ruisselement des griffons contiennent des Cyanophycées qui participent à la précipitation des carbonates en absorbant le CO2 dissous.

## Mythes et légendes
Selon la croyance populaire afghane, Ali, gendre et successeur du prophète Mahomet, aurait tué dans cette vallée un terrible dragon (Ajdar en persan). Ce dragon vorace réclamait chaque jour aux villageois un tribut de 300 kg de nourriture, deux chameaux et une jeune fille vierge. Le corps mort et pétrifié du dragon formerait le barrage naturel et la fissure centrale serait la trace du coup du sabre d'Ali, Zulfikar.